# Aurkvævane
Die Aurkvævane bestehen aus drei Talkesseln mit einem von Moränengeröll übersäten Talboden im ostantarktischen Königin-Maud-Land. Sie liegen auf der Westseite des Bergs Kvævefjellet in der Payergruppe der Hoelfjella.
Entdeckt und anhand von Luftaufnahmen kartiert wurden die Kessel bei der Deutschen Antarktischen Expedition (1938–1939) unter der Leitung Alfred Ritschers. Eine neuerliche Kartierung anhand von Vermessungen und weiterer Luftaufnahmen erfolgte bei der Dritten Norwegischen Antarktisexpedition (1956–1960). Ihr norwegischer Name bedeutet ins Deutsche übersetzt „Geröllkessel“.